# Rain and Tears
Singles de Aphrodite's Child
End of the World
(1968)
Pistes de End of the World
Mr. Thomas
(3) The Grass Is No Green
(5)
Rain and Tears est une chanson du groupe de rock grec Aphrodite's Child, incluse dans l'album End of the World sorti en 1968. La mélodie est composée par Vangelis, d'après le Canon de Pachelbel, et les paroles sont écrites par Boris Bergman.

## Genèse de l'enregistrement
Au cours du mois de mai 1968, le groupe obtient un contrat pour l'enregistrement d'un album avec la maison de disques Philips. Toutefois, les évènements de cette même année empêchent la bande de se rendre à Londres afin d'enregistrer l'album : leur avion ayant fait escale à Paris ne peut repartir en raison des manifestations animées. Ils sont donc bloqués au sein de la capitale et c'est en enchaînant les prestations dans les clubs de Paris qu'un producteur du nom de Pierre Sberro (séduit par la voix de Demis Roussos) leur propose d'enregistrer la chanson Rain and Tears (« Pluie et Larmes » en français), rédigée par la plume de Boris Bergman,.

## Enregistrement et succès
Le parolier Boris Bergman a rédigé le texte dans une chambre d'hôtel sous la pression de l'éditeur, celui-ci l'aurait même enfermé dans cette chambre afin de terminer le texte dans les temps toujours dans le contexte des grèves en lien avec les évènements de Mai 68.
Aussi, beaucoup l'ont remarqué mais le claviériste Vangelis s'est fortement inspiré du Canon en ré majeur de Pachelbel afin de composer le morceau.
Le succès de la chanson est important dans les charts à l'échelle européenne :
| Pays          | Plus haute position | Temps resté dans les classements |
| ------------- | ------------------- | -------------------------------- |
| Belgique (Wa) | 1                   | 24 Semaines                      |
| Suisse        | 2                   | 13 Semaines                      |
| Pays-Bas      | 2                   | 10 Semaines                      |
| Norvège       | 2                   | 10 Semaines                      |
| Allemagne     | 28                  | 4 Semaines                       |

En France (à cette époque), les classements n'existent pas encore mais la popularité du morceau peut être évaluée grâce aux "Hit-Parades" des radios. Par exemple, il arrive premier sur Europe 1, RTL et se classe numéro 2 chez France Inter.

## Reprise par Demis Roussos (1987)
Une version live par l'ex-chanteur d'Aphrodite's Child Demis Roussos est incluse dans son album de 1987 The Story of Demis Roussos publié chez BR Music. La chanson est enregistrée en direct pendant  le festival télévisé  "Goud van Oud Live" le 10 avril 1987 à Rosmalen.
Cet enregistrement est également publié au format single en 1987 chez BR Music.

## Cinéma
Le morceau est entendu dans le film Three Times, réalisé par Hou Hsiao-hsien en 2005.